# Koningin Julianastraat (Houten)
De Koningin Julianastraat is een straat in de Nederlandse plaats Houten. De Koningin Julianastraat loopt vanaf het Plein tot aan de Dorpsstraat.
Er bevinden zich enkele monumentale huizen aan de Koningin Julianastraat. Zijstraten van de Koningin Julianastraat zijn de Schoolstraat en de Burgemeester Haefkensstraat.
Beusichemseweg ·
Burgemeester Wallerweg ·
De Poort ·
Heemsteedseweg ·
Herenweg ·
Houtensewetering ·
Koningin Julianastraat ·
Loerikseweg ·
Lupine-oord ·
Notengaarde ·
Oud Wulfseweg ·
Plein ·
Prins Bernhardweg ·
Staatsspoor ·
Stationserf ·
Tiellandtspad ·
Vlierweg ·
Weteringhout